# NGC 7285
NGC 7285 (również PGC 68953) – galaktyka spiralna z poprzeczką (SBa), znajdująca się w gwiazdozbiorze Wodnika. Oddziałuje grawitacyjnie z sąsiednią NGC 7284 i razem z nią została skatalogowana jako Arp 93 w Atlasie Osobliwych Galaktyk.
Jako pierwszy tę parę galaktyk zaobserwował William Herschel 26 października 1785 roku, jednak sądził, że jest to pojedyncza mgławica z dwoma gwiazdami. Dopiero William Lassell w 1862 roku ustalił, że są to dwa oddzielne obiekty i to jego często podaje się za odkrywcę NGC 7285.